# 4 Heures de Spa-Francorchamps 2019
Navigation
Édition précédente Édition suivante
Les 4 Heures de Spa-Francorchamps 2019, disputées le 22 septembre 2019 sur le Circuit de Spa-Francorchamps sont la cinquième manche de l'European Le Mans Series 2019.

## Qualifications
| Pos. | Classe | N° | Écurie                       | Pilote                  | Temps          | Écart        |
| ---- | ------ | -- | ---------------------------- | ----------------------- | -------------- | ------------ |
| 1    | LMP2   | 22 | United Autosports            | Filipe Albuquerque      | 2 min 00 s 848 | --           |
| 2    | LMP2   | 23 | Panis-Barthez Compétition    | Will Stevens            | 2 min 01 s 587 | + 0 s 739    |
| 3    | LMP2   | 30 | Duqueine Engineering         | Nicolas Jamin           | 2 min 01 s 770 | + 0 s 922    |
| 4    | LMP2   | 37 | Cool Racing                  | Nicolas Lapierre        | 2 min 02 s 025 | + 1 s 177    |
| 5    | LMP2   | 26 | G-Drive Racing               | Jean-Éric Vergne        | 2 min 02 s 301 | + 1 s 453    |
| 6    | LMP2   | 43 | RLR Msport                   | Arjun Maini             | 2 min 02 s 381 | + 1 s 533    |
| 7    | LMP2   | 32 | United Autosports            | Alex Brundle            | 2 min 02 s 489 | + 1 s 641    |
| 8    | LMP2   | 21 | DragonSpeed                  | James Allen             | 2 min 02 s 664 | + 1 s 816    |
| 9    | LMP2   | 20 | High Class Racing            | Anders Fjordbach        | 2 min 02 s 666 | + 1 s 818    |
| 10   | LMP2   | 35 | BHK Motorsport               | Sergio Campana          | 2 min 02 s 836 | + 1 s 988    |
| 11   | LMP2   | 25 | Algarve Pro Racing           | Andrea Pizzitola        | 2 min 03 s 169 | + 2 s 321    |
| 12   | LMP2   | 24 | Panis-Barthez Compétition    | Konstantin Tereshchenko | 2 min 03 s 340 | + 2 s 492    |
| 13   | LMP2   | 39 | Graff Racing                 | Jonathan Hirschi        | 2 min 03 s 442 | + 2 s 594    |
| 14   | LMP2   | 34 | Inter Europol Competition    | Mathias Beche           | 2 min 04 s 509 | + 3 s 661    |
| 15   | LMP2   | 27 | IDEC Sport Racing            | Erik Maris              | 2 min 09 s 630 | + 8 s 782    |
| 16   | LMP3   | 9  | Realteam Racing              | David Droux             | 2 min 12 s 239 | + 11 s 391   |
| 17   | LMP3   | 19 | M.Racing                     | Lucas Légeret           | 2 min 12 s 856 | + 12 s 008   |
| 18   | LMP3   | 17 | Ultimate                     | Matthieu Lahaye         | 2 min 12 s 879 | + 12 s 031   |
| 19   | LMP3   | 7  | Nielsen Racing               | Colin Noble             | 2 min 13 s 248 | + 12 s 400   |
| 20   | LMP3   | 11 | EuroInternational            | Mikkel Jensen           | 2 min 13 s 357 | + 12 s 509   |
| 21   | LMP3   | 10 | Oregon Team                  | Damiano Fioravanti      | 2 min 13 s 419 | + 12 s 571   |
| 22   | LMP3   | 13 | Inter Europol Competition    | Nigel Moore             | 2 min 13 s 669 | + 12 s 821   |
| 23   | LMP3   | 2  | United Autosports            | Wayne Boyd              | 2 min 14 s 254 | + 13 s 406   |
| 24   | LMP3   | 15 | RLR Msport                   | Christian Olsen         | 2 min 14 s 482 | + 13 s 634   |
| 25   | LMP3   | 6  | 360 Racing                   | Ross Kaiser             | 2 min 14 s 627 | + 13 s 779   |
| 26   | LMP3   | 14 | Inter Europol Competition    | Constantin Schöll       | 2 min 14 s 762 | + 13 s 914   |
| 27   | LMP3   | 3  | United Autosports            | Christian England       | 2 min 14 s 822 | + 13 s 974   |
| 28   | LMGTE  | 77 | Dempsey - Proton Competition | Matteo Cairoli          | 2 min 15 s 088 | + 14 s 240   |
| 29   | LMP3   | 5  | 360 Racing                   | James Winslow           | 2 min 15 s 276 | + 14 s 428   |
| 30   | LMGTE  | 51 | Luzich Racing                | Alessandro Pier Guidi   | 2 min 15 s 471 | + 14 s 623   |
| 31   | LMP3   | 8  | Nielsen Racing               | James Littlejohn        | 2 min 15 s 484 | + 14 s 636   |
| 32   | LMP3   | 60 | Kessel Racing                | Andrea Piccini          | 2 min 15 s 883 | + 15 s 035   |
| 33   | LMP3   | 55 | Spirit of Race               | Matt Griffin            | 2 min 15 s 921 | + 15 s 073   |
| 34   | LMGTE  | 83 | Kessel Racing                | Rahel Frey              | 2 min 16 s 255 | + 15 s 407   |
| 35   | LMGTE  | 66 | JMW Motorsport               | Jeff Segal              | 2 min 16 s 949 | + 16 s 101   |
| 36   | LMP2   | 28 | IDEC Sport Racing            | Pas de temps            | Pas de temps   | Pas de temps |
| 37   | LMP2   | 31 | Algarve Pro Racing           | Pas de temps            | Pas de temps   | Pas de temps |

## Course

### Classement de la course
Voici le classement provisoire au terme de la course.
- Les vainqueurs de chaque catégorie sont signalés par un fond jauni.
- Pour la colonne Pneus, il faut passer le curseur au-dessus du modèle pour connaître le manufacturier de pneumatiques.

| Pos  | Classe | no | Écurie                       | Pilotes                                                  | Châssis                       | Pneus | Tours | Temps             |
| Pos  | Classe | no | Écurie                       | Pilotes                                                  | Moteur                        | Pneus | Tours | Temps             |
| ---- | ------ | -- | ---------------------------- | -------------------------------------------------------- | ----------------------------- | ----- | ----- | ----------------- |
| 1    | LMP2   | 22 | United Autosports            | Phil Hanson Filipe Albuquerque                           | Oreca 07                      | M     | 101   | 4 h 00 m 43 s 483 |
| 1    | LMP2   | 22 | United Autosports            | Phil Hanson Filipe Albuquerque                           | Gibson GK428 4,2 l V8 Atmo    | M     | 101   | 4 h 00 m 43 s 483 |
| 2    | LMP2   | 37 | Cool Racing                  | Nicolas Lapierre Antonin Borga                           | Oreca 07                      | M     | 101   | + 12 s 304        |
| 2    | LMP2   | 37 | Cool Racing                  | Nicolas Lapierre Antonin Borga                           | Gibson GK428 4,2 l V8 Atmo    | M     | 101   | + 12 s 304        |
| 3    | LMP2   | 39 | Graff Racing                 | Tristan Gommendy Alexandre Cougnaud Jonathan Hirschi     | Oreca 07                      | M     | 101   | + 12 s 504        |
| 3    | LMP2   | 39 | Graff Racing                 | Tristan Gommendy Alexandre Cougnaud Jonathan Hirschi     | Gibson GK428 4,2 l V8 Atmo    | M     | 101   | + 12 s 504        |
| 4    | LMP2   | 26 | G-Drive Racing               | Roman Rusinov Jean-Éric Vergne Job van Uitert            | Aurus 01                      | D     | 101   | + 39 s 279        |
| 4    | LMP2   | 26 | G-Drive Racing               | Roman Rusinov Jean-Éric Vergne Job van Uitert            | Gibson GK428 4,2 l V8 Atmo    | D     | 101   | + 39 s 279        |
| 5    | LMP2   | 30 | Duqueine Engineering         | Nicolas Jamin Pierre Ragues Richard Bradley              | Oreca 07                      | M     | 101   | + 48 s 356        |
| 5    | LMP2   | 30 | Duqueine Engineering         | Nicolas Jamin Pierre Ragues Richard Bradley              | Gibson GK428 4,2 l V8 Atmo    | M     | 101   | + 48 s 356        |
| 6    | LMP2   | 28 | IDEC Sport Racing            | Paul Lafargue Paul-Loup Chatin Memo Rojas                | Oreca 07                      | M     | 101   | + 55 s 736        |
| 6    | LMP2   | 28 | IDEC Sport Racing            | Paul Lafargue Paul-Loup Chatin Memo Rojas                | Gibson GK428 4,2 l V8 Atmo    | M     | 101   | + 55 s 736        |
| 7    | LMP2   | 21 | DragonSpeed                  | Henrik Hedman Ben Hanley James Allen                     | Oreca 07                      | M     | 101   | + 1 m 07 s 255    |
| 7    | LMP2   | 21 | DragonSpeed                  | Henrik Hedman Ben Hanley James Allen                     | Gibson GK428 4,2 l V8 Atmo    | M     | 101   | + 1 m 07 s 255    |
| 8    | LMP2   | 23 | Panis-Barthez Compétition    | René Binder Will Stevens Julien Canal                    | Oreca 07                      | D     | 101   | + 1 m 19 s 813    |
| 8    | LMP2   | 23 | Panis-Barthez Compétition    | René Binder Will Stevens Julien Canal                    | Gibson GK428 4,2 l V8 Atmo    | D     | 101   | + 1 m 19 s 813    |
| 9    | LMP2   | 32 | United Autosports            | Ryan Cullen Alex Brundle William Owen                    | Oreca 07                      | M     | 101   | + 1 m 42 s 134    |
| 9    | LMP2   | 32 | United Autosports            | Ryan Cullen Alex Brundle William Owen                    | Gibson GK428 4,2 l V8 Atmo    | M     | 101   | + 1 m 42 s 134    |
| 10   | LMP2   | 25 | Algarve Pro Racing           | Olivier Pla John Falb Andrea Pizzitola                   | Oreca 07                      | D     | 100   | + 1 tour          |
| 10   | LMP2   | 25 | Algarve Pro Racing           | Olivier Pla John Falb Andrea Pizzitola                   | Gibson GK428 4,2 l V8 Atmo    | D     | 100   | + 1 tour          |
| 11   | LMP2   | 35 | BHK Motorsport               | Francesco Dracone Sergio Campana                         | Oreca 07                      | D     | 100   | + 1 tour          |
| 11   | LMP2   | 35 | BHK Motorsport               | Francesco Dracone Sergio Campana                         | Gibson GK428 4,2 l V8 Atmo    | D     | 100   | + 1 tour          |
| 12   | LMP2   | 34 | Inter Europol Competition    | Jakub Śmiechowski Sam Dejonghe Mathias Beche             | Ligier JS P217                | M     | 99    | + 2 tours         |
| 12   | LMP2   | 34 | Inter Europol Competition    | Jakub Śmiechowski Sam Dejonghe Mathias Beche             | Gibson GK428 4,2 l V8 Atmo    | M     | 99    | + 2 tours         |
| 13   | LMP2   | 31 | Algarve Pro Racing           | Tacksung Kim Henning Enqvist James French                | Oreca 07                      | D     | 99    | + 2 tours         |
| 13   | LMP2   | 31 | Algarve Pro Racing           | Tacksung Kim Henning Enqvist James French                | Gibson GK428 4,2 l V8 Atmo    | D     | 99    | + 2 tours         |
| 14   | LMGTE  | 51 | Luzich Racing                | Alessandro Pier Guidi Nicklas Nielsen Fabien Lavergne    | Ferrari 488 GTE Evo           | D     | 95    | + 6 tours         |
| 14   | LMGTE  | 51 | Luzich Racing                | Alessandro Pier Guidi Nicklas Nielsen Fabien Lavergne    | Ferrari F154CB 3.9 L V8 Turbo | D     | 95    | + 6 tours         |
| 15   | LMGTE  | 77 | Dempsey - Proton Competition | Christian Ried Riccardo Pera Matteo Cairoli              | Porsche 911 RSR               | D     | 95    | + 6 tours         |
| 15   | LMGTE  | 77 | Dempsey - Proton Competition | Christian Ried Riccardo Pera Matteo Cairoli              | Porsche 4.0 L Flat-6 Atmo     | D     | 95    | + 6 tours         |
| 16   | LMP3   | 11 | EuroInternational            | Mikkel Jensen Jens Petersen                              | Ligier JS P3                  | M     | 95    | + 6 tours         |
| 16   | LMP3   | 11 | EuroInternational            | Mikkel Jensen Jens Petersen                              | Nissan VK50VE 5.0 L V8 Atmo   | M     | 95    | + 6 tours         |
| 17   | LMP3   | 13 | Inter Europol Competition    | Martin Hippe Nigel Moore                                 | Ligier JS P3                  | M     | 95    | + 6 tours         |
| 17   | LMP3   | 13 | Inter Europol Competition    | Martin Hippe Nigel Moore                                 | Nissan VK50VE 5.0 L V8 Atmo   | M     | 95    | + 6 tours         |
| 18   | LMP3   | 7  | Nielsen Racing               | Anthony Wells Colin Noble                                | Norma M30                     | M     | 95    | + 6 tours         |
| 18   | LMP3   | 7  | Nielsen Racing               | Anthony Wells Colin Noble                                | Nissan VK50VE 5.0 L V8 Atmo   | M     | 95    | + 6 tours         |
| 19   | LMGTE  | 55 | Spirit of Race               | Duncan Cameron Matt Griffin Aaron Scott                  | Ferrari 488 GTE Evo           | D     | 95    | + 6 tours         |
| 19   | LMGTE  | 55 | Spirit of Race               | Duncan Cameron Matt Griffin Aaron Scott                  | Ferrari F154CB 3.9 L V8 Turbo | D     | 95    | + 6 tours         |
| 20   | LMP3   | 17 | Ultimate                     | Jean-Baptiste Lahaye Matthieu Lahaye François Hériau     | Norma M30                     | M     | 94    | + 7 tours         |
| 20   | LMP3   | 17 | Ultimate                     | Jean-Baptiste Lahaye Matthieu Lahaye François Hériau     | Nissan VK50VE 5.0 L V8 Atmo   | M     | 94    | + 7 tours         |
| 21   | LMP3   | 3  | United Autosports            | Andrew Bentley Christian England                         | Ligier JS P3                  | M     | 94    | + 7 tours         |
| 21   | LMP3   | 3  | United Autosports            | Andrew Bentley Christian England                         | Nissan VK50VE 5.0 L V8 Atmo   | M     | 94    | + 7 tours         |
| 22   | LMP2   | 43 | RLR Msport                   | John Farano Arjun Maini Bruno Senna                      | Oreca 07                      | D     | 94    | + 7 tours         |
| 22   | LMP2   | 43 | RLR Msport                   | John Farano Arjun Maini Bruno Senna                      | Gibson GK428 4,2 l V8 Atmo    | D     | 94    | + 7 tours         |
| 23   | LMP3   | 14 | Inter Europol Competition    | Paul Scheuschner Constantin Schöll                       | Ligier JS P3                  | M     | 94    | + 7 tours         |
| 23   | LMP3   | 14 | Inter Europol Competition    | Paul Scheuschner Constantin Schöll                       | Nissan VK50VE 5.0 L V8 Atmo   | M     | 94    | + 7 tours         |
| 24   | LMP3   | 10 | Oregon Team                  | Damiano Fioravanti Gustas Grinbergas Lorenzo Bontempelli | Norma M30                     | M     | 94    | + 7 tours         |
| 24   | LMP3   | 10 | Oregon Team                  | Damiano Fioravanti Gustas Grinbergas Lorenzo Bontempelli | Nissan VK50VE 5.0 L V8 Atmo   | M     | 94    | + 7 tours         |
| 25   | LMP3   | 9  | Realteam Racing              | Esteban Garcia David Droux                               | Norma M30                     | M     | 94    | + 7 tours         |
| 25   | LMP3   | 9  | Realteam Racing              | Esteban Garcia David Droux                               | Nissan VK50VE 5.0 L V8 Atmo   | M     | 94    | + 7 tours         |
| 26   | LMP3   | 8  | Nielsen Racing               | James Littlejohn Nick Adcock                             | Ligier JS P3                  | M     | 93    | + 8 tours         |
| 26   | LMP3   | 8  | Nielsen Racing               | James Littlejohn Nick Adcock                             | Nissan VK50VE 5.0 L V8 Atmo   | M     | 93    | + 8 tours         |
| 27   | LMGTE  | 83 | Kessel Racing                | Manuela Gostner Rahel Frey Michelle Gatting              | Ferrari 488 GTE Evo           | D     | 93    | + 8 tours         |
| 27   | LMGTE  | 83 | Kessel Racing                | Manuela Gostner Rahel Frey Michelle Gatting              | Ferrari F154CB 3.9 L V8 Turbo | D     | 93    | + 8 tours         |
| 28   | LMP3   | 6  | 360 Racing                   | Terrence Woodward James Dayson Ross Kaiser               | Ligier JS P3                  | M     | 93    | + 8 tours         |
| 28   | LMP3   | 6  | 360 Racing                   | Terrence Woodward James Dayson Ross Kaiser               | Nissan VK50VE 5.0 L V8 Atmo   | M     | 93    | + 8 tours         |
| 29   | LMGTE  | 60 | Kessel Racing                | David Perel Sergio Pianezzola Giacomo Piccini            | Ferrari 488 GTE Evo           | D     | 93    | + 8 tours         |
| 29   | LMGTE  | 60 | Kessel Racing                | David Perel Sergio Pianezzola Giacomo Piccini            | Ferrari F154CB 3.9 L V8 Turbo | D     | 93    | + 8 tours         |
| 30   | LMP2   | 20 | High Class Racing            | Anders Fjordbach Dennis Andersen                         | Oreca 07                      | D     | 92    | + 9 tours         |
| 30   | LMP2   | 20 | High Class Racing            | Anders Fjordbach Dennis Andersen                         | Gibson GK428 4,2 l V8 Atmo    | D     | 92    | + 9 tours         |
| 31   | LMP3   | 15 | RLR Msport                   | Martin Vedel Mortensen Christian Olsen Martin Rich       | Ligier JS P3                  | M     | 91    | + 10 tours        |
| 31   | LMP3   | 15 | RLR Msport                   | Martin Vedel Mortensen Christian Olsen Martin Rich       | Nissan VK50VE 5.0 L V8 Atmo   | M     | 91    | + 10 tours        |
| 32   | LMP3   | 5  | 360 Racing                   | John Corbett Andreas Laskaratos James Winslow            | Ligier JS P3                  | M     | 91    | + 10 tours        |
| 32   | LMP3   | 5  | 360 Racing                   | John Corbett Andreas Laskaratos James Winslow            | Nissan VK50VE 5.0 L V8 Atmo   | M     | 91    | + 10 tours        |
| 33   | LMGTE  | 66 | JMW Motorsport               | Jeff Segal Matteo Cressoni Wei Lu                        | Ferrari 488 GTE Evo           | D     | 87    | + 14 tours        |
| 33   | LMGTE  | 66 | JMW Motorsport               | Jeff Segal Matteo Cressoni Wei Lu                        | Ferrari F154CB 3.9 L V8 Turbo | D     | 87    | + 14 tours        |
| Abd. | LMP3   | 2  | United Autosports            | Wayne Boyd Garett Grist Thomas Erdos                     | Ligier JS P3                  | M     | 93    |                   |
| Abd. | LMP3   | 2  | United Autosports            | Wayne Boyd Garett Grist Thomas Erdos                     | Nissan VK50VE 5.0 L V8 Atmo   | M     | 93    |                   |
| Abd. | LMP2   | 27 | IDEC Sport Racing            | Erik Maris Stéphane Adler Patrice Lafargue               | Ligier JS P217                | M     | 89    |                   |
| Abd. | LMP2   | 27 | IDEC Sport Racing            | Erik Maris Stéphane Adler Patrice Lafargue               | Gibson GK428 4,2 l V8 Atmo    | M     | 89    |                   |
| Abd. | LMP2   | 24 | Panis-Barthez Compétition    | Timothé Buret Konstantin Tereshchenko                    | Ligier JS P217                | D     | 73    |                   |
| Abd. | LMP2   | 24 | Panis-Barthez Compétition    | Timothé Buret Konstantin Tereshchenko                    | Gibson GK428 4,2 l V8 Atmo    | D     | 73    |                   |
| Abd. | LMP3   | 19 | M.Racing                     | Laurent Millara Lucas Légeret                            | Norma M30                     | M     | 54    |                   |
| Abd. | LMP3   | 19 | M.Racing                     | Laurent Millara Lucas Légeret                            | Nissan VK50VE 5.0 L V8 Atmo   | M     | 54    |                   |

## Pole position et record du tour
- Pole position :  Filipe Albuquerque (22 United Autosports) en 2 min 00 s 848
- Meilleur tour en course :  Phil Hanson (22 United Autosports) en 2 min 04 s 674

## Tours en tête
- no 22 Oreca 07 - United Autosports : 40 tours (1-17 / 38-49 / 57-60 / 95-101)[3]
- no 30 Oreca 07 - Duqueine Engineering : 33 tours (18-35 / 50-55 / 61-69)
- no 28 Oreca 07 - IDEC Sport Racing : 3 tours (36-37 / 56)
- no 37 Oreca 07 - Cool Racing : 7 tours (70-76)
- no 39 Oreca 07 - Graff : 18 tours (77-94)

## À noter
- Longueur du circuit : 7,004 km
- Distance parcourue par les vainqueurs : 707,404 km